# Центральна толерантність
В імунній системі людини центральна толерантність (також відома як негативний відбір) — процес елімінації будь-яких Т- або В-лімфоцитів, що розвиваються, які реагують на власні білки організму. Завдяки елімінації аутореактивних лімфоцитів толерантність гарантує, що імунна система не атакує власні структури. Дозрівання лімфоцитів (і формування центральної толерантності) відбувається в первинних лімфоїдних органах, таких як кістковий мозок і тимус. У ссавців В-клітини дозрівають у кістковому мозку, а Т-клітини дозрівають у тимусі.
Центральна толерантність не є ідеальною, тому існує периферійна толерантність, як вторинний механізм, який гарантує, що Т- і В-клітини не будуть аутореактивними, коли вони залишають первинні лімфоїдні органи. Периферійна толерантність відрізняється від центральної тим, що вона виникає, коли імунні клітини, що розвиваються, виходять з первинних лімфоїдних органів (вилочкової залози та кісткового мозку) перед їх експортом на периферію.

## Функція центральної толерантності
Центральна толерантність має важливе значення для належного функціонування імунних клітин, оскільки вона допомагає гарантувати, що зрілі В-клітини та Т-клітини не розпізнають власних антигенів як чужорідних мікробів. Точніше, центральна толерантність необхідна, оскільки Т-клітинні рецептори (TCR) і В-клітинні рецептори (BCR) утворюються клітинами шляхом випадкової соматичної перебудови.<sup id="mwIQ">[1]</sup> Цей процес, відомий як V(D)J рекомбінація, збільшує різноманітність рецепторів, що підвищує ймовірність того, що В-клітини та Т-клітини матимуть рецептори до нових антигенів.[1] Розмаїття ділянок для зв'язування, що з'являється під час рекомбінації, служить для подальшого збільшення різноманітності BCR і TCR. Випадкова поява нових TCR і BCR є важливим методом захисту від мікробів, які активно мутують. Цей процес відіграє важливу роль у виживанні виду, оскільки всередині нього існуватиме розмаїття рецепторів — це дає дуже високий шанс, що принаймні один представник виду має рецептори до нового антигену.
Хоча процес соматичної рекомбінації є важливим для успішного імунного захисту, він може призвести до аутореактивності. Наприклад, відсутність функціональних RAG1/2, ферментів, необхідних для соматичної рекомбінації, пов'язують з розвитком імунної цитопенії, при якій виробляються антитіла проти клітин крові пацієнта. Через випадкову природу рекомбінації рецепторів виробляються деякі BCR і TCR, які розпізнають власні антигени як чужорідні. І це вже є проблемою, оскільки ці В- і Т-клітини, якщо вони активовані, створять імунну відповідь проти власного організму, якщо вони не вбиті або інактивовані механізмами центральної толерантності.<sup id="mwMQ">[2]</sup> Тому без центральної толерантності імунна система може атакувати власний організм, що не є прийнятним і може призвести до аутоімунного розладу.<sup id="mwMw">[2]</sup>

## Механізми центральної толерантності
Кінцевим результатом толерантності є популяція лімфоцитів, які не реагують на власні антигени, але можуть розпізнавати чужорідні, невласні антигени, залежно від випадково зібраного рецептора. Важливо, що лімфоцити можуть розвивати толерантність лише до антигенів, які присутні в кістковому мозку (для В-клітин) і тимусі (для Т-клітин).

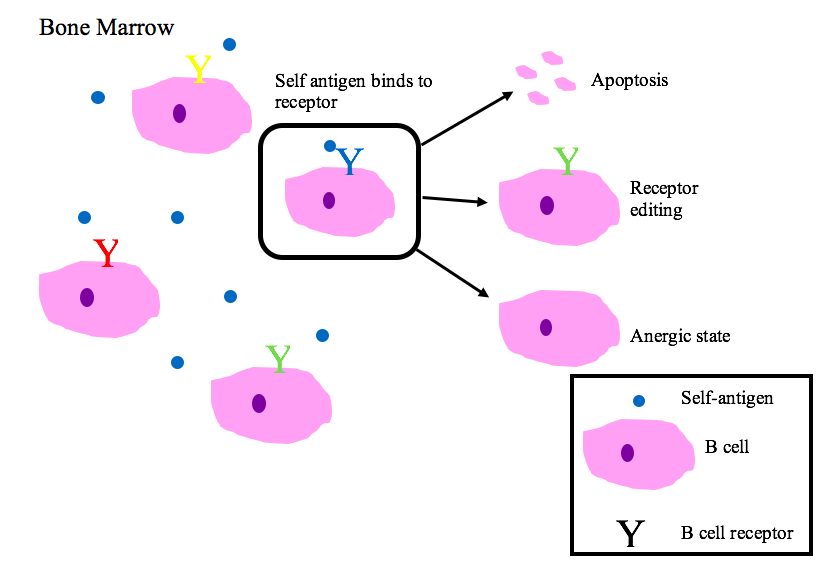
Процес відбору В-клітин у кістковому мозку.

### В-клітинна толерантність
Незрілі В-клітини в кістковому мозку піддаються негативному відбору, коли вони зв'язуються з власними пептидами.
Правильно функціонуючі В-клітинні рецептори розпізнають невласний антиген або молекули, асоційовані з патогеном (PAMP).
Основні наслідки аутореактивності BCR
1. Апоптоз (клональна делеція)
2. Редагування рецепторів: аутореактивна В-клітина змінює специфічність шляхом перебудови генів і формує новий BCR, який не реагує на власні білки. Цей процес дає B-клітині можливість змінити BCR до того, як вона отримає сигнал про апоптоз або стане анергічною.
3. Індукція анергії (стан відсутності реактивності)

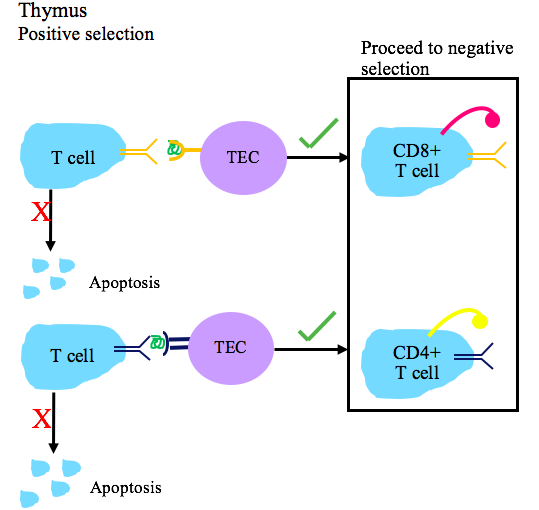
Процес позитивного відбору Т-клітин.

### Т-клітинна толерантність
Центральна Т-клітинна толерантність виникає в тимусі. Т-клітини піддаються позитивному і негативному відбору.
Т-клітинні рецептори повинні мати здатність розпізнавати молекули головного комплексу гістосумісності (МНС) зв'язані з чужим пептидом.
Етапи Т-клітинної толерантності
1. Під час позитивної селекції Т-клітини перевіряються на їх здатність споріднено зв'язувати комплекси пептид-MHC. Якщо Т-клітина не може зв'язати комплекс MHC класу I або MHC класу II, вона не отримує сигнали на виживання, тому гине через апоптоз. Для виживання відбираються Т-клітинни рецептори яких мають достатню спорідненість до комплексів пептид-МНС.
  - Залежно від того, чи зв'язує Т-клітина MHC I-го чи II-го типу, вона стане CD8+ або CD4+ Т-клітиною відповідно.
  - Позитивний відбір відбувається в корі тимуса за допомогою епітеліальних клітин тимуса, які містять поверхневі молекули MHC I і MHC II. Негативна селекція Т-клітин.

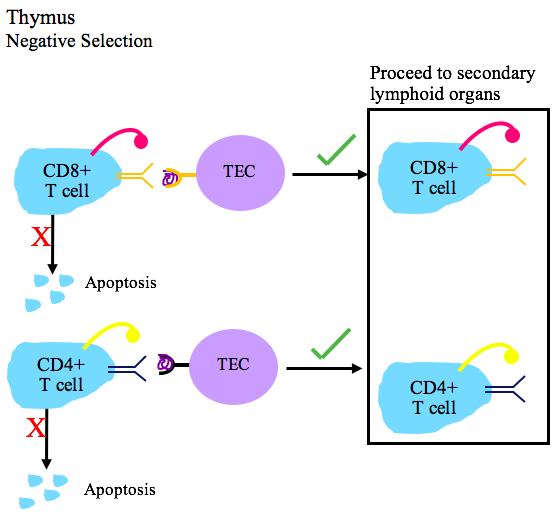
Негативна селекція Т-клітин.

2. Під час негативного відбору Т-клітини перевіряються на їх спорідненість до власних пептидів організму. Якщо вони зв'язують власний пептид, то їм надходить сигнал запуску апоптозу (процес клональної делеції).
  - Епітеліальні клітини тимуса демонструють власний антиген Т-клітинам, щоб перевірити їх спорідненість до власного організму.
  - Регулятори транскрипції AIRE і Fezf2 відіграють важливу роль у експресії власних тканинних антигенів на епітеліальних клітинах тимуса.
  - Негативний відбір відбувається в корково-медулярному з'єднанні та в мозковій речовині вилочкової залози.
3. Т-клітини, які не зв'язуються з власними білками, але розпізнають комплекси пептид-MHC і є CD4+ або CD8+, мігрують до вторинних лімфоїдних органів як зрілі наївні Т-клітини.

Регуляторні Т-клітини є іншим типом Т-клітин, які дозрівають у тимусі. Їх відбір відбувається в мозковій речовині тимуса і супроводжується транскрипцією FOXP3. Вони важливі для регуляції аутоімунітету шляхом пригнічення імунної системи, коли вона не повинна бути активною.

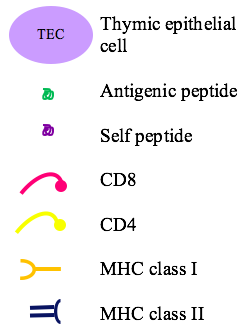
Легенда для схеми селекції Т-клітин.

## Генетичні захворювання, спричинені дефектами центральної толерантності
Генетичні дефекти центральної толерантності можуть призвести до аутоімунітету.
- Синдром аутоімунної поліендокринопатії I-го типу викликаний мутаціями в гені AIRE. Це призводить до відсутності експресії периферичних антигенів у тимусі, а отже, до відсутності негативного відбору щодо ключових периферичних білків, таких як інсулін.[7][8] Наслідком є множинні аутоімунні симптоми.

## Історія дослідження центральної толерантності
Перше спостереження явищя центральної толерантності було здійснене Реєм Оуеном у 1945 році, коли він помітив, що дизиготні близнюки телят не виробляють антитіл, коли одному з них вводили кров іншого. Його висновки були підтверджені пізнішими експериментами Гашека і Біллінгема. Результати були пояснені гіпотезою клонального відбору Бернета. У 1960 році Бернет і Медавар отримали Нобелівську премію за роботу з пояснення того, як працює імунна толерантність.